# GeIL
GeIL — Golden Emperor Int’l Ltd. (Золотой император)  — тайваньский производитель компьютерных комплектующих, штаб квартира которого расположена в г. Тайбэй. Компания специализируется на разработке и производстве оперативной памяти, систем охлаждения оперативной памяти и флэш-накопителей.

## История
- 1993 — Основание компании.
- 1997 — Начало разработки и производства модулей оперативной памяти.
- 2004 — Создан отдел потребительской электроники. Получен сертификат ISO 9001.
- 2005 — Официальный выход серии устройств DAViD.
- 2006 — Представлен прибор для сортировки/тестирования ИС EVO II.
- 2008 — Разработана технология DBT (Die-hard Burn-in Technology) для тестирования памяти.

## Продукция
- DDR2, DDR3 и DDR4 для настольных компьютеров (DIMM) и ноутбуков (SO-DIMM).
- Оперативная память для промышленных предприятий — DDR2 и DDR3.
- Серверная оперативная память.
- Системы охлаждения оперативной памяти.
- Флэш-память.